# Diesel Washington
Diesel Washington, también conocido como Terrance Ingraham, (Brooklyn, Estados Unidos, 11 de abril de 1969) es un actor de pornografía gay estadounidense. Anteriormente trabajo en la fundación de Titan Media, y comenzó su carrera como modelo exclusivo, aunque más adelante comienza a salir al desnudo ante las cámaras y saliendo en varias revistas. Diesel ha ganado varios Premios Grabby más recientemente en 2009 como intérprete del año y como autor de su blog que combina noticias de la industria para adultos gay con reflexiones y fotos personales.

## Biografía
Nacido en Brooklyn, a la edad de cinco años, se trasladó con su madre en Staten Island. Se crio con solo la figura materna, que vivía en la pobreza y la soledad, debido a los cambios en que su madre lo obligó a pasar mucho tiempo a solas, con la única compañía de cómics, su gran pasión. A la edad de doce años comenzó a trabajar para ganarse la vida, se nota luego por un entrenador de baloncesto, que le enseña a jugar el juego, y gracias a su altura más tarde se detiene en el equipo de la escuela. En vez de ir a la universidad con una beca, eligió a alistarse en el ejército, donde permaneció durante tres años. Más tarde volvió a estudiar, se graduó y comenzó a trabajar como un técnico en computación. Después que emprendió varios trabajos, incluyendo un guardia de seguridad y comerciante de cuero, decide cambiar su vida por completo y en 2006 debutó como actor porno.
Comenzó a trabajar en la industria como modelo exclusivo pornográfico para la fundación de Titan Media. Hizo su debut en la película Hitch y posteriormente participó en numerosos títulos, convirtiéndose en un activo y dominante haciendo rápidamente en uno de los principales artistas de color de la industria del porno gay.
En 2009 ganó un Premio Grabby como artista del año y como autor de su blog de dieselwashingtonxxx.com, que combina noticias de la industria con fotos y reflexiones personales. En mayo de 2010 junto con Romano Corazón y Jeremy Bilding, lleva a cabo la edición anual de los Premios Grabby, y obtiene cinco nominaciones a los premios, incluyendo artista del año y mejor actor de reparto.

## Videografía
- Taken (Channel 1 Releasing)
- Red Light (Falcon Entertainment)
- Asylum (Falcon Entertainment)
- Michael Lucas' Auditions, vol. 14 (Lucas Entertainment)
- Rear Deliveries (Raging Stallion Studios)
- Steamworks (Raging Stallion Studios)
- Playbook (Titan Media)
- Double Standard (Titan Media)
- Folsom Prison (Titan Media)
- Telescope (Titan Media)
- Breakers (Titan Media)
- Fear (Titan Media)
- Boiler (Titan Media)
- Crossing the Line: Cop Shack 2 (Titan Media)
- Hitch (Titan Media)
- Folsom Filth (Titan Media)

## Premios y títulos
- Premios Grabby 2008 - Cock Candentes[3]
- Premios Grabby 2009 - Artista del Año
- Premios Grabby 2009 - Best Porn Star Blog
- Internacionales Escort Premios 2008 - Mejor Fetiche
- Internacionales Escort Premios 2009 - Sitio Web de Best Escort
- Internacionales Escort Premios 2010 - Mejor Blogger / Escritor
- Premios Grabby 2010 - Mejor actor de reparto